# Paracotis sabinei
Paracotis sabinei är en fjärilsart som beskrevs av Louis Beethoven Prout 1915. Paracotis sabinei ingår i släktet Paracotis och familjen mätare. Inga underarter finns listade i Catalogue of Life.